# Charles Brackett
Charles William Brackett, född 26 november 1892 i Saratoga Springs i New York, död 9 mars 1969 i Beverly Hills i Kalifornien, var en amerikansk manusförfattare och filmproducent.
Charles Brackett arbetade tillsammans med regissören och manusförfattaren Billy Wilder på tretton filmer; vilka inkluderade Förspillda dagar (1945) och klassikern Sunset Boulevard (1950), två filmer där han var manusförfattare och producent för båda.
Charles Brackett, som hade studerat vid Harvard University och var dramakritiker för The New Yorker vid ett tillfälle, var president för Academy of Motion Picture Arts and Sciences mellan 1949 och 1955.
Charles Brackett och Billy Wilder blev ihopparade som manusförfattare tidigt i sina karriärer men kom aldrig överens. När Wilder senare även blev regissör fortsatte han samarbetet med Brackett, trots att det hade skapat ännu mer osämja mellan dem. Brackett och Wilder fick varsin Oscar för Sunset Boulevard och Brackett fick senare en till för Titanic (1953).

## Filmografi (i urval)
- 1938 – Blåskäggs åttonde hustru (manus)
- 1939 – Midnatt (manus)
- 1939 – Ninotchka (manus)
- 1941 – Natten är så kort... (manus)
- 1941 – Jag stannar över natten (manus)
- 1943 – Vägen till Cairo (manus och produktion)
- 1942 – Kadettflamman (manus)
- 1944 – De objudna (produktion)
- 1945 – Förspillda dagar (manus och produktion)
- 1946 – Kärlek som aldrig dör (manus och produktion)
- 1947 – Ängel på prov (manus, ej krediterad)
- 1948 – Kejsarvalsen (manus och produktion)
- 1948 – Det hände i Berlin (manus och produktion)
- 1950 – Sunset Boulevard (manus och produktion)
- 1951 – Parningstid (manus och produktion)
- 1953 – Niagara (manus och produktion)
- 1953 – Titanic (manus och produktion)
- 1954 – Kvinnans värld (produktion)
- 1954 – Djävulens trädgård (produktion)
- 1955 – Jungfrudrottningen (produktion)
- 1956 – Kungen och jag (produktion)
- 1956 – Den sjätte juni (produktion)
- 1959 – Resan till jordens medelpunkt (manus och produktion)
- 1962 – Vår i kroppen (produktion)